# Dieter Wollstein
Dieter Wollstein (* 20. Januar 1947 in Weimar) ist ein deutscher Gastronom.     
Wollstein machte eine Lehre als Kellner im Hotel Elephant in Weimar. 1976 wechselte er nach Ost-Berlin, als dort der Palast der Republik bezogen wurde. Seit 1984 arbeitete er in der Protokollabteilung der Volkskammer und leitete diese ab 1986. Er blieb in dieser Funktion auch in den Monaten nach der Wende, bis die Volkskammer bei der Wiedervereinigung am 3. Oktober 1990 aufgelöst wurde. Wollstein wurde nicht in den Dienst der Bundesrepublik übernommen und hatte nach einer Übergangszeit seit dem 4. April 1991 eine neue Stelle. 
Im 1996 von  Gerald Uhlig gegründeten Café Einstein Unter den Linden wurde Wollstein Restaurantleiter. Im März 2013 ging er dort als Geschäftsführer in den Ruhestand.